# Melchior Neumayr
Melchior Neumayr, född 24 oktober 1845 i München, död 29 januari 1890 i Wien, var en tysk-österrikisk geolog och paleontolog.
Neumayr blev privatdocent i Heidelberg 1872 och kallades 1873 till den nyinrättade professuren i paleontologi vid universitetet i Wien. Hans arbeten behandlade väsentligen de mesozoiska formationerna i mellersta och södra Europa, deras fossil och utbredning. Klimatische Zonen während der Jura- und Kreideperiode (1883) och Die geographische Verbreitung der Juraformation (1885) var banbrytande för den paleogeografiska behandlingen av de sedimentära bildningarnas förekomst och utbredning, i det att de påvisade befintligheten av klimatiska zoner inom de två nämnda formationerna. 
Hans Erdgeschichte (två band, 1886-87; ny upplaga av Viktor Uhlig 1895 och av Franz Eduard Suess, I, 1920; delvis, med beaktande av svenska förhållanden, bearbetad av Alfred Nathorst i "Jordens historia", 1884-94) är en samlad populär framställning av geologin, som hade mycket stor betydelse för spridningen av kunskaper i detta ämne. Neumayrs paleontologiska arbeten, i vilka han konsekvent tillämpar Charles Darwins evolutionsteori, utgörs av ett antal specialarbeten samt början av handboken Die Stämme des Tierreichs (I, 1888, omfattande ungefär hälften av evertebraterna).